# 维滕弗尔登
维滕弗尔登是德国梅克伦堡-前波美拉尼亚州的一个市镇。总面积12.24平方公里，总人口2625人，其中男性1303人，女性1322人（2011年12月31日），人口密度214人/平方公里。